# Hengsha Dao
Hengsha Dao är en ö i Kina. Den ligger i storstadsområdet Shanghai, i den östra delen av landet, omkring 39 kilometer öster om den centrala stadskärnan. Arean är 55 kvadratkilometer. Den sträcker sig 9,8 kilometer i nord-sydlig riktning, och 9,0 kilometer i öst-västlig riktning.
Genomsnittlig årsnederbörd är 1 399 millimeter. Den regnigaste månaden är juni, med i genomsnitt 234 mm nederbörd, och den torraste är januari, med 43 mm nederbörd.